# 84 Ceti
Désignations
84 Ceti (en abrégé 84 Cet) est une étoile binaire de la constellation de la Baleine. Elle a une magnitude apparente combinée de 5,71, ce qui la rend faiblement visible à l'œil nu. Les mesures de la parallaxe annuelle du système par le satellite Hipparcos le placent à une distance d'environ 74 années-lumière de la Terre.
L'étoile primaire, 84 Ceti A, est une étoile jaune-blanc de la séquence principale de type spectral F7V. Elle est légèrement plus grande que le Soleil, ayant 117 % la masse du Soleil, 121 % son rayon et 213 % sa luminosité. Sa métallicité, soit l'abondance des éléments plus massifs que l'hélium, est de 71 % de celle du Soleil et elle tourne sur elle-même à une vitesse de rotation projetée relativement élevée de 32 km/s. On estime que cette étoile a moins de la moitié de l'âge du Soleil, soit 2,1 milliards d'années.
La composante secondaire, 84 Ceti B, a un type spectral K2V, ce qui en fait une naine orange. Elle se trouve à une distance angulaire de 3,3″ de la composante primaire, ce qui équivaut à une séparation physique d'au moins 74,5 ua.
Les composantes de vitesse spatiale de ce système sont : –13(U), –25(V), –2(W) km/s. Sur la base de sa position et de son mouvement, il appartient possiblement à l'association Toucan-Horloge ; il s'agit d'un groupe d'étoiles qui partagent un mouvement similaire dans l'espace et qui peuvent donc provenir du même nuage moléculaire. 84 Ceti suit une orbite à travers la Voie lactée qui a une excentricité de 0,03, l'amenant à ∼ 22 300 a.l. (∼ 6,84 kpc) et à ∼ 26 200 a.l. (∼ 8,03 kpc) du centre galactique. L'inclinaison du plan orbital l'amène à ∼ 260 a.l. (∼ 79,7 pc) du plan galactique.